# Террі Розір
Террі Вільям Розір III (англ. Terry William Rozier III, нар. 17 березня 1994 року) – американський професійний баскетболіст, що виступає за команду Шарлотт Горнетс з Національної баскетбольної асоціації (НБА). В студентські роки грав за "Луїсвілл Кардиналз", перш ніж був обраний під 16-м загальним піком на драфті НБА 2015 року командою "Бостон Селтікс".

## Ранні роки
Розір народився в Янгстауні, штат Огайо, в 1994 році. Його батька, Террі Розіра-старшого, через два місяці після його народження відправили у в'язницю на вісім років. Потім, у 2005 році, Террі провів кілька місяців зі своїм батьком, який щойно був звільнений з в'язниці, перш ніж його знову заарештували за звинуваченням у мимовільному вбивстві та за участь у розбої та викраденні в 2003 році, що призвело до випадкової смерті співучасника. Тоді Розір-старший був засуджений до тринадцяти років ув’язнення. Як наслідок, Террі-молодший виховувався переважно своєю матір’ю Джиною Такер та бабусею Амандою Такер, разом із братом та єдинокровною сестрою.

## Шкільна кар'єра
Розір виблискував в середній школі Шейкер-Гайтс у місті Шейкер-Гайтс, штат Огайо, закінчивши її в 2012 році. У випускному році він набирав у середньому 25,6 очок, 6,5 підбирань, 4,5 передачі та 4,7 перехоплення за гру, одночасно ведучи "Шейкер-Гайтс" до результату 21–3 і виводячи їх у регіональний півфінал вперше з 2002 року. Протягом трьох років він потрапляв у збірну All-Lake Erie League, а у 2012 році був 74-м у рекрутинговому рейтингу в списку 100 найкращих гравців ESPNU.
Оскільки йому потрібно було покращити свої оцінки, Террі спочатку грав у Військовій академії Харгрейва, перш ніж вступити до Луїсвілля. Протягом сезону 2012–13 років у Харгрейві Розір набирав у середньому 29,3 очка, 7,8 підбирань та 5,6 передачі, тоді як команда йшла 38–8; він також здобув нагороду 2012 Kentucky Derby Festival Basketball Classic MVP і посів друге місце у змаганнях із слем-данків та триочкових кидків у тому сезоні.

## Студентська кар'єра
Будучи першокурсником у Луїсвіллі в 2013–2014 роках, Розір набирав у середньому 7,0 очок і 3,1 підбирання за гру в 37 іграх, і потрапив до Команди усіх новачків Американської спортивної конференції (ACC). Будучи другокурсником у 2014–15 роках, Розір очолював "Кардиналів" за очками, набираючи 17,1 за гру, і був включений до другою команди All-ACC. 30 березня 2015 року Розір та його партнер по команді та університету Монтрезл Гаррелл оголосили про участь у драфті НБА 2015 року.

## Професійна кар'єра

### Бостон Селтікс (2015–2019)

#### Сезон 2015-16
25 червня 2015 року Розір був обраний "Бостон Селтікс" 16-м загальним піком на драфті НБА 2015 року. 27 липня 2015 року він підписав свій контракт новачка з "Селтікс". На початку дебютного сезону його порівнювали із Дем'єном Ліллардом. Протягом сезону Террі декілька раз відправлявся до "Мен Ред Кловс", команди Бостона в D-Лізі. Він з'явився у 39 іграх регулярного чемпіонату за "Селтікс", двічі набравши найкращі в сезоні сім очок. У своїй першій грі в плей-офф Розір набрав 10 очок, забивши 4 з 7 кидків проти "Атланти Гокс".

#### Сезон 2016-17
12 листопада 2016 року Розір набрав найбільші в кар'єрі 11 очок у переможній грі 105–99 проти "Індіани Пейсерс". Дев'ять днів пізніше він перевершив цей показник, набравши 12 очок у перемозі над "Міннесотою Тімбервулвз" 99–93. 7 грудня Террі набрав уже 16 очок, зробивши вклад в перемогу над "Орландо Меджик" 117-87. 19 березня 2017 року він записав до свого активу перший дабл-дабл у кар'єрі з 14 очками та 10 підбираннями, програвши "Філадельфії Севенті Сіксерс" 105-99.

#### Сезон 2017-18
24 листопада 2017 року Розір оновив "кар'єр-хай" по очках, набравши 23 пункти переможній грі проти "Меджик" 118–103. 18 грудня він зробив перехоплення та подальший слем-данк за 1,5 секунди до кінця гри, що забезпечило "Селтікс" перемогу 112-111 над "Пейсерс". 3 січня 2018 року Террі здобув найвищі у грі 20 очок у перемозі 102-88 над "Клівленд Кавальєрс". 31 січня Розір набрав свій перший кар’єрний трипл-дабл, вперше вийшовши у стартовій п'ятірці в НБА, і допоміг «Селтікс» перемогти «Нью-Йорк Нікс» 103–73. Він заробив 17 очок, 11 підбирань і 10 передач, і став лише другим гравцем в історії НБА з трипл-даблом у своєму першому старті, приєднавшись до Тоні Вротена, який встановив початковий рекорд 13 листопада 2013 року з "Севенті-Сіксерс". Через два дні, у своєму другому старті в кар’єрі, Розір набрав найбільші в кар'єрі 31 очок, вигравши з командою у «Гокс» 119–110. 25 березня, на своєму шостому старті замість травмованого Кайрі Ірвінга, Террі вкотре оновив особистий рекорд по очках, набравши 33 у перемозі над «Кінгз» 104–93. Він також мав п’ять підбирань і три передачі, а маючи результативність 12 з 16 реалізованих спроб з гри, в тому числі 8 з 12 триочкових. У 2-й грі серії плей-офф "Селтікс" проти "Мілвокі Бакс" Розір набрав 23 очки, допомігши "Бостону" повести в серії 2-0 із перемогою 120-106. У сьомій грі серії він набрав 26 очок у перемозі над "Бакс" з рахунком 112–96. У переможній (117–101) грі 1 другого раунду проти "Севенті-Сіксерс" Розір записав 29 очок, 8 підбирань та 6 передач. У грі 6 фіналу Східної конференції Террі набрав 28 очок, але команда програла «Кавальєрс» 109–99. У грі 7 Розір не влучив усі 10 своїх триочкових спроб, а "Селтікс" завершили свій виступ в плей-офф програшом 87–79.

#### Сезон 2018-19
На початку листопада 2018 року Розір, як повідомлялось, був незадоволений своїм ігровим часом на початку сезону 2018-19, перейшовши від старту в плей-офф до виходу з лави запасних в регулярних іграх. 9 листопада Розір набрав 22 очки, які на той час були найвищими в сезоні, програвши «Юті Джаз» 123–115, вперше вийшовши у старті замість Ірвінга. 23 січня він набрав 22 із своїх 26 очок у першій половині у перемозі "Селтікс" 123–103 над "Кавальєрс". Він став першим гравцем "Селтікс", який набрав 20 або більше очок за половину гри при стовідсотковій реалізації, з часу, коли Пол Пірс забив 7 із 7 спроб та 20 очок у другій половині гри проти "Буллз" 30 жовтня 2009 року. 30 січня Террі здобув 17 очок тап повторив особистий рекорд 10 результативних передач у перемозі над "Горнетс" із 126–94. 11 березня у нього мав 26 очок у програші "Кліпперс" 140-115.

### Шарлотт Горнетс (2019–наш час)
6 липня 2019 року Розір перейшов до "Шарлотт Горнетс" в рамках обміну за участі Кемби Вокера. Контракт розрахований на три роки та 56,7 млн. $. 18 грудня 2019 року він набрав найбільші на той час у кар'єрі 35 очок, програвши "Клівленд Кавальєрс" з рахунком 100–98. Він перевершив це досягнення 8 березня 2020 року, набравши 40 очок у програній після двох овертаймів грі 143-138 з "Гокс".
23 грудня 2020 року Террі набрав найбільші в кар'єрі 42 очки, разом із трьома підбираннями, двома передачами, двома перехопленнями та одним блоком, у програній зустрічі із «Клівленд Кавальєрз» 121–114.

## Статистика

### НБА

#### Регулярний сезон
| Сезон   | Команда | GP  | GS  | MPG  | FG%  | 3P%  | FT%  | RPG | APG | SPG | BPG | PPG  |
| ------- | ------- | --- | --- | ---- | ---- | ---- | ---- | --- | --- | --- | --- | ---- |
| 2015–16 | Бостон  | 39  | 0   | 8.0  | .274 | .222 | .800 | 1.6 | .9  | .2  | .0  | 1.8  |
| 2016–17 | Бостон  | 74  | 0   | 17.1 | .367 | .318 | .773 | 3.1 | 1.8 | .6  | .1  | 5.5  |
| 2017–18 | Бостон  | 80  | 16  | 25.9 | .395 | .381 | .772 | 4.7 | 2.9 | 1.0 | .2  | 11.3 |
| 2018–19 | Бостон  | 79  | 14  | 22.7 | .387 | .353 | .785 | 3.9 | 2.9 | .9  | .3  | 9.0  |
| 2019–20 | Шарлотт | 63  | 63  | 34.3 | .423 | .407 | .874 | 4.4 | 4.1 | 1.0 | .2  | 18.0 |
| 2020–21 | Шарлотт | 69  | 69  | 34.5 | .450 | .389 | .817 | 4.4 | 4.2 | 1.3 | .4  | 20.4 |
| Кар'єра | Кар'єра | 404 | 162 | 24.7 | .410 | .376 | .814 | 3.8 | 2.9 | .9  | .2  | 11.5 |

#### Плей-офф
| Сезон   | Команда | GP | GS | MPG  | FG%  | 3P%  | FT%   | RPG | APG | SPG | BPG | PPG  |
| ------- | ------- | -- | -- | ---- | ---- | ---- | ----- | --- | --- | --- | --- | ---- |
| 2016    | Бостон  | 5  | 0  | 19.8 | .391 | .364 | 1.000 | 3.4 | 1.2 | .2  | .6  | 4.8  |
| 2017    | Бостон  | 17 | 0  | 16.3 | .402 | .368 | .800  | 2.6 | 1.9 | .6  | .2  | 5.6  |
| 2018    | Бостон  | 19 | 19 | 36.6 | .406 | .347 | .821  | 5.3 | 5.7 | 1.3 | .3  | 16.5 |
| 2019    | Бостон  | 9  | 0  | 18.0 | .322 | .235 | .750  | 4.3 | 1.9 | .4  | .2  | 6.4  |
| Кар'єра | Кар'єра | 50 | 19 | 24.7 | .393 | .335 | .809  | 4.0 | 3.3 | .8  | .3  | 9.8  |

### Коледж
| Сезон   | Команда  | GP | GS | MPG  | FG%  | 3P%  | FT%  | RPG | APG | SPG | BPG | PPG  |
| ------- | -------- | -- | -- | ---- | ---- | ---- | ---- | --- | --- | --- | --- | ---- |
| 2013–14 | Луїсвілл | 37 | 10 | 18.9 | .401 | .371 | .712 | 3.1 | 1.8 | 1.0 | .1  | 7.0  |
| 2014–15 | Луїсвілл | 36 | 35 | 35.0 | .411 | .306 | .790 | 5.6 | 3.0 | 2.0 | .2  | 17.1 |
| Кар'єра | Кар'єра  | 73 | 45 | 26.8 | .408 | .331 | .772 | 4.3 | 2.4 | 1.5 | .1  | 12.0 |